# Leopold Caharija
Leopold Caharija, slovenski španski borec in koprski župan, * 18. avgust 1905, Nabrežina pri Trstu, Avstro-Ogrska (zdaj Italija), † 2. avgust 1995, Koper, Slovenija.
Po težki mladosti in begunstvu v Ločici Zidanem Mostu med prvo svetovno vojno, se je vrnil v izropano domačo hišo v Nabrežini. Že od prvih let ustanovitve italijanske Komunistične partije je bil njen član in trn v peti fašističnemu režimu. Kot zaveden Slovenec in protifašist pod fašističnim režimom ni našel dela in se je leta 1928 izselil v Argentino, kjer je postal vodja tesarjev, ki so gradili hotel na Plaza de Mayo. Sodeloval je v uporu proti izkoriščevalcem delavcev in zato prebil 33 mesecev v argentinskih zaporih, kjer so ga mučili z električnim tokom.
Leta 1939 se je pridružil mednarodnim brigadam v španski državljanski vojni, kjer je postal komandant v Brigadi Garibaldi. Pri Barceloni so ga zajeli kot italijanskega državljana in poslali sedet v francoski taborišči Gours in Vernet, nato so uklenjenega odpeljali v Trst, kjer so ga obsodili na Coroneo. Skupaj s socialistom Sandrom Pertinijem so ga konfinirali na Ventotene pred Neapljem, od koder je leta 1943 zbežal v partizane. Boril se je v Gradnikovi in Kosovelovi brigadi in sodeloval pri osvoboditvi Trsta.
Po drugi svetovni vojni je bil eno leto v Ljubljani kot komandant policije, nato so ga prestavili v Koper. Bil je v Vojni upravi v času STO, nato je opustil uniformo in postal župan Kopra (do leta 1954). Josipu Brozu Titu je takrat predal častno meščanstvo. Tudi sam je postal častni meščan Kopra kot npr. Anton Ukmar, Mario Abram itd. Nekaj let je bil tudi podžupan, nato so ga upokojili, a 17 let je bil matičar (do 1973) in poročil preko 4000 parov. V pokoju je bil aktiven do svojega zadnjega diha, ko ga je v noči med 2. in 3. avgustom (tik pred 90-tim rojstnim dnem) zadela kap.